# Phillips White
Phillips White (* 28. Oktober 1729 in Haverhill, Essex County, Provinz Massachusetts; † 24. Juni 1811 in South Hampton, New Hampshire) war ein US-amerikanischer Politiker. In den Jahren 1782 und 1783 war er Delegierter für New Hampshire im Kontinentalkongress.

## Werdegang
Phillips White besuchte die öffentlichen Schulen seiner Heimat. Später absolvierte er das Harvard College. Zu Beginn des Siebenjährigen Krieges war er Offizier bei den kolonialen Truppen. Später zog er nach New Hampshire, wo er als Farmer arbeitete. In den 1770er Jahren schloss er sich der Revolutionsbewegung an. Zwischen 1775 und 1782 saß er als Abgeordneter im Repräsentantenhaus von New Hampshire, wobei er 1775 und 1782 Präsident dieser Parlamentskammer war. In den Jahren 1782 und 1783 vertrat er seinen Staat im Kontinentalkongress. Von 1776 bis 1790 amtierte Phillips White als Nachlassrichter im Rockingham County; von 1792 bis 1794 war er als Councilor für die Staatsregierung tätig. Danach zog er sich auf seine Farm nahe South Hampton zurück, wo er am 24. Juni 1811 verstarb.